# Altipolia
Altipolia is een geslacht van vlinders van de familie uilen (Noctuidae), uit de onderfamilie Cuculliinae.

## Soorten
- A. mosaica Plante, 1985
- A. purpurea Plante, 1985
- A. sonamargensis Plante, 1985